# Stéphanie Renoma
Pour les articles homonymes, voir Cressy et Renoma.
Stefanie Renoma est une styliste française et artiste photographe. Elle est la fille du scénographe et photographe Maurice Cressy dit Renoma, cofondateur, avec son père Simon et son frère Michel, de la marque Renoma.

## Biographie
En 1999, elle crée avec son partenaire Antonin Cornet-Leverdier la boutique Komplex Store dans le 16e arrondissement de Paris.
En 2001, Antonin Cornet-Leverdier lui propose de lancer leur première ligne de vêtements féminins dessinée à quatre mains, sous la griffe Ni-Search,.
En 2012, Stefanie à la direction artistique et Antonin au stylisme et développement sortent une griffe à son nom et se lancent dans la vente en ligne.

## Mode
Relativement confidentielle jusqu'à l'arrivée de la vente par internet, la marque se définit comme spécialiste du smoking et du perfecto et ne suit pas forcément le rythme des saisons.
Originellement destinée aux femmes, l'unisexe est souvent suggéré par le choix de présenter certaines pièces avec des hommes comme mannequins.
Les collections et nouveautés de sa marque sont présentées au cours d'expositions photographiques organisées dans la boutique parisienne.

## Photographie
En 2014, dans la continuité de son travail de direction artistique, Stefanie Renoma se lance dans la photographie. Elle signe ses premiers travaux personnels en collaboration avec de grandes marques telles que Caron, Dior joaillerie, Chanel joaillerie, Breitling montres, Lydia Courteille, Cartier, Bulgari. 
Les images de Stefanie Renoma mêlent symbole et genre, signant sa fascination pour l'intime - en couleurs comme en noir et blanc.
Particulièrement engagée dans des projets artistiques autour du genre, elle a exposé ses photographies à la scène nationale Le Liberté, avec Charles Berling comme commissaire d'exposition.
Depuis 2019, Stefanie Renoma collabore avec le professeur Toledano et l'Institut Rafaël (Maison de l'après-cancer) en développant des séances de photographies nommées Photo Beauty Therapy avec les patientes de l'institut, afin d'améliorer leur confiance en soi et leur rapport au corps.

## Expositions
Du 11 mai 2012 au 25 juillet 2012, Stefanie Renoma organise et met en scène une exposition autour de photos inédites de Marilyn Monroe, une collection capsule sur ce thème est créée pour cet événement. L'exposition se déroule dans l'espace galerie des boutiques Renoma et Komplexstore,. Cette exposition sera ensuite présentée à l'invitation de la ville de Compiègne au cloitre Saint-Corneille.
Elle propose pour les 50 ans de la marque Renoma en octobre 2013 une interprétation androgyne du smoking à travers une exposition de photographies,,.
Novembre 2015, Stefanie Renoma présente ses œuvres photographiques lors de la foire d'art Art Basel Miami.
Mars 2016, exposition personnelle chez Black Gallery, place des Vosges à Paris pour présenter la suite des œuvres exposées au Art Basel Miami
Novembre 2016, exposition personnelle à l'hôtel Nolinski à Paris avec Tristane Banon comme égérie principale,. Exposition collective L'homme Nu à la galerie Pierre-Alain Challier, avec Gérard Rancinan et Julien Benhamou.
Mars 2017, exposition personnelle à la Galerie ArtCube à Paris. Exposition intitulée Lost Control, une évocation des années 1980. En décembre 2017, exposition Introduction à Art Basel Miami.
Avril 2018, Faux Semblant, exposition personnelle à la mairie du 8e arrondissement de Paris puis en juin de la même année, exposition Transegeria à la galerie AlfaLibra.

## Publications
Janvier 2017, elle publie sa première monographie. 144 pages réunissant plusieurs années de travail personnel. Édité par Normal.
Avril 2018, publication du catalogue de l'exposition Faux Semblant.
Février 2022, publication de Remember your future - Normal Magazine

## Participations et collaborations
Stefanie Renoma et Antonin Cornet-Leverdier sont invités à exposer sa vision de Marianne au sein du palais de l'Élysée lors des journées du patrimoine 2007.
Cette Marianne est exposée au Mémorial Charles de Gaulle depuis septembre 2014,.
Elle est sélectionnée aux Globe de Cristal pour l'édition 2014, dans la catégorie « Meilleur Créateur de Mode »
Elle collabore avec la Maison Caron pour la création de l'image pour la campagne internationale de l'eau de parfum « Infini » (2018).
Elle propose une masterclass de photographie lors de l'événement Venezia Photo sur l'ile de San Servolo à Venise en Italie. Du 19 février au 5 mars 2018.